# El Pibitller
El Pibitller és un dels veïnats de Maçanet de la Selva, més enllà de la carretera N II. Gran part d'aquest veïnat constitueix el vessant nord del Mont Barbat, amb uns 400 m d'altura sobre el nivell del mar, el pic més alt de la serralada que separa la Plana de la Selva de la Selva Marítima. Allà hi neix la Torderola, principal curs d'aigua que, travessant tot el municipi, drena a la séquia de Sils. Una part del veïnat, però, es troba més enllà de la serralada, on les aigües empren el Rec de Vall de Maria que pren el camí directe cap a la Tordera.
El Pibitller és una zona força poblada i amb un dinamisme intens, no tan sols pel fet de tenir, a tocar, la urbanització dels Pantans de Montbarbat. Unes 47 masies s'aixequen en aquest veïnat, la majoria de les quals estan habitades per famílies locals o per altres vingudes de fora mentre que unes quantes només reben la visita més o menys freqüent dels propietaris o llogaters.

## Història

### Orígens del Pibitiller i la família Calvet
Tot i que la casa que dona nom al veïnat és Can Pibitller, segons l'estudi documental de les masies que va fer-se en el llibre "El nostre poble de pagès" editat pel Taller d'Història de Maçanet de la Selva, font d'inspiració i d'informació d'aquest article, les masies que conformen aquest veïnat van néixer del desmembrament d'un gran establiment fet pels marquesos de Cartellà a la família dels Calvet, pagesos a Maçanet, com a mínim, des de primers del segle xvii. Pere Calvet, a partir del 1780, va anar fragmentant les seves terres, en la seva majoria boscos, emprant la figura jurídica del sub-establiment emfitèutic, consistent en la cessió a perpetuïtat d'un tros de terra amb el compromís de cultivar-la i de pagar anualment als Calvet un cens de blat i respectant els drets de lluïsme dels senyors de Cartellà.
La major part d'aquests establiments van ser fets a joves treballadors de Maçanet de la Selva i de Vidreres, amb la finalitat de què els boscos fossin reduïts a conreu i s'hi fes una plantació de vinya i de cereals. El pagament inicial per aquestes vendes era, en molts casos, més simbòlic que real (un parell de pollastres) però quedaven els censos anuals que s'establien generalment en quantitats de blat, prenent les diverses mesures de l'època (quarteans, quarteres, mesures, mesurons, etc.). El pagament dels censos, com els lluïsmes, era per sempre (encara hi ha propietats en les escriptures de les quals hi consten anotacions censals) tot i que es podien redimir mitjançant el pagament del valor de la finca en el moment de la redempció. A través de 32 establiments (1780-1825) els Calvet cediren unes 325 vessanes, equivalents a unes 72 hectàrees que els produïen un total de 35 quarteres de blat a l'any.

### Canvis socials i la influència de la família Calvet
Cap a finals del segle xviii els Calvet abandonaren el seu mas, situat en un lloc molt proper a can Bruno i que encara avui la gent gran de Maçanet coneix com el Casalot d'en Calvet tot i que no en queda cap resta. A partir d'aquell moment, tot i que encara treballaven alguns camps propers a la vila, els Calvet varen viure de les rendes. El 1845, compraren una casa que actualment es coneix per Cal Metge Negre. Els Calvet són un exemple de com es va anar formant la petita burgesia rural, amb uns mecanismes més propis de la societat feudal que no pas de la lliberal o capitalista. Pel matrimoni de la Maria Calvet i Palmada amb en Cugat Estrach i Reixac, un fadristern de Can Estrach, a Fornells de la Selva, mestre a Maçanet el 1857, en Cugat Estrach esdevingué usufructuari dels béns de Can Calvet i aportà a aquesta família allò que potser els mancava: tenir una funció social i de poder dins el poble. La família Estrach-Calvet va emparentar amb els Puigvert, avui encara propietaris d'un parell de finques al Pibitller.
Les zones boscoses més altes del turó de Mont Barbat així com la zona de terres boscoses i de conreu properes a les de Vall de Maria varen quedar fora d'aquest contracte i, per tant, sota el domini directe dels Cartellà. Per altra banda, les terres de Vall de Maria pertanyien als Jelpí, de Tordera, després que en el segle xvi varen ser establertes per l'abadessa del monestir de Sant Daniel. Just en el límit entre ambdues finques s'aixeca la Creu del Reveixí.
La major part de les terres del Pibitller ara, com en el passat, són cobertes de bosc. Pot dir-se que només una petita part d'aquestes terres van estar conreades al llarg de la història i, això només en el curt període que va des de les acaballes del segle xviii fins a l'actualitat, és a dir, poc més de dos-cents anys. Una gran part del Pibitller havia estat plantada de vinyes que pertanyien a les masies del veïnat o bé a gent de la Vila. En general, igual que en altres comarques, aquestes vinyes rebien el nom de bòries, (parcel·la no gaire extensa de terra de conreu, dedicada generalment a vinya, situada a la falda d'una muntanya, a poca distància d'una població). L'abandonament del conreu de la vinya, a primers del segle xx, va fer que aquestes terres tornessin a ser cobertes de bosc.
Escampades per tot el Pibitller s'hi troben algunes basses que permeten als pagesos que encara exerceixen la professió de conservar una mica d'aigua per a regar els farratges a l'inici de l'estiu, però en la part propera al Mont Barbat, un antic propietari de nom Joaquín Jiménez Lozano, que el 1954 va comprar la propietat de Can Pibitller, hi va construir dues grans basses o pantans, un dels quals no va ser assecat pels veïns de la urbanització anomenada Pantans de Montbarbat i encara avui, tot i que impedeix en bona part que la Torderola mantingui un cabal mínim, constitueix un interessant racó per visitar.

### Activitat econòmica i transformació del veïnat
El veïnat del Pibitller va gaudir d'una activitat molt intensa en una època que va des dels inicis dels establiments, cap a la fi del segle xviii, fins fa uns 30 o 40 anys. El veïnat va arribar a tenir un mestre que vivia a Can Villà i que donava lliçons als vailets. Fins i tot durant els anys del primer franquisme (1940 – 1960) el veïnat va tenir el seu propi equip de futbol anomenat de la poca farina. Tot això es va desmuntar quan la gent jove del veïnat va buscar-se la vida fora de l'agricultura. Ja en èpoques passades alguns dels nous propietaris de masies van haver de vendre per causa de l'escassa fertilitat de les terres pel que fa al blat i altres cereals. Les vinyes tampoc eren gaire productives i el vi que se'n treia no era gaire bo. Alguns dels agricultors del veïnat van haver de desprendre's de la seva propietat en endeutar-se massa. La forma més habitual de malmenar diners era la venda per carta de gràcia, una mena d'hipoteca que permetia de saltar-se les normes contra la usura de la legislació aleshores vigent. El propietari i el prestador estenien un contracte de venda per un preu superior al que rebia aquell en concepte de préstec que s'havia de retornar en un termini relativament curt. La diferència entre el preu fixat en el contracte i el diner que rebia eren els interessos, que generalment eren força elevats.
Un altre aspecte interessant d'aquest veïnat és el fet que molts menestrals i altra gent de la vila que no tenien terres, van adquirir dels Calvet o bé més tard d'altres propietaris, petites feixes (bòries) que van dedicar a la vinya. Algunes d'aquestes bòries, la majoria convertides en bosc, encara pertanyen a gent que mai no ha fet de pagès com a activitat principal, si bé la major part d'elles van acabar en mans dels pocs pagesos que encara treballen les terres al Pibitller.
L'escassa rendibilitat de les explotacions, la manca de sort en la recerca del tresor o la facilitat per trobar feina ben remunerada en les indústries que van establir-se aquí fa uns anys, van fer que molts masovers abandonessin les masies i que molts dels propietaris deixessin les terres ermes o arrendades a altres pagesos més resistents o espavilats per anar a viure a la Vila. Altres masies, senzillament, van entrar en declivi per raons familiars i van acabar en mans d'hereus aliens a la vida rural. No obstant i això, les parts més planeres segueixen estant conreades, sobretot amb farratges i cereals per a alimentar el bestiar d'unes quantes masies que tenen granges de vaques (Can Ribas, Can Poch, Vall de Maria), de porcs (Can Gavina, Can Pere Dot), de cavalls (Can Villà) o d'ovelles (Can Soms de les Bòries). Aquestes últimes pasten des de la tardor fins a la primavera mentre que l'estiu, el pastor, que resideix a Blanes, se les enduu als Pirineus.
Per altra banda, el procés d'abandonament de les masies s'està redreçant amb l'arribada dels neo-rurals que han donat nova vida a una part de les masies del Pibitller. Dues masies (Can Pibitller i Cal Coix) són, en l'actualitat, restaurants dins la urbanització dels Pantans de Montbarbat el primer i el segon sobre la Carretera N II. Dues altres cases (Can Gelabert i Can Bruno) tenen activitats de turisme rural. Can Gelabert pot ser la masia amb més qualitat arquitectònica del veinat. Cal Tit seria la que ha quedat més aturada en el temps i Can Bruno, l'única masia de dos cossos en tot el veïnat, tipus de construcció més antic que el de tres cossos pròpia de finals del segle xviii que tenen totes les altres masies. Per la seva posició al peu del Camí Ral de Marina, va fer d'hostal durant un cert temps on sembla que s'hi organitzaven balls els dies festius.

### Situació actual  i reptes futurs
En els moments presents, la pressió demogràfica que representa la urbanització dels Pantans de Montbarbat i la crisi de les explotacions agràries, que posen en perill la vida a pagès, han estat suportades pels habitants del veïnat. Tanmateix, la construcció de noves infraestructures, com l'ampliació de la Carretera N II, pot donar peu a l'aixecament de naus industrials i altres activitats terciàries que podrien posar en perill, no tan sols, la supervivència de les explotacions agrícoles actuals si no també el mateix paisatge d'una de les darreres zones rurals escassament subjecte a la pressió urbanística.